# Леонардо Франко
Лео Франко (ісп. Leo Franco, нар. 29 травня 1977, Сан-Ніколас де лос Арройос, провінція Буенос-Айрес, Аргентина) — аргентинський футболіст, воротар клубу «Уеска».

## Клубна кар'єра
Вихованець футбольної школи клубу «Індепендьєнте» (Авельянеда). Дорослу футбольну кар'єру розпочав 1995 року в основній команді того ж клубу, в якій провів два сезони, взявши участь лише у 2 матчах чемпіонату.
Протягом сезону 1997/98 виступав у складі іспанської «Мериди», де програв конкуренцію у воротах колумбійцю Карлосу Наварро Монтойї і не зіграв жодного матчу, а команда зайняла 19 місце і вилетіла в Сегунду.
Своєю грою за останню команду привернув увагу представників тренерського штабу «Мальорки», до складу якого приєднався 1998 року. Перший сезон Лео профів у дублюючій команді, після чого був переведений до головного клуду. Відіграв за клуб з Балеарських островів наступні п'ять сезонів своєї ігрової кар'єри. Більшість часу, проведеного у складі «Мальорки», був основним голкіпером команди. За цей час виборов титул володаря Кубка Іспанії.
Влітку 2004 року уклав контракт з мадридським «Атлетіко», у складі якого провів наступні п'ять років своєї кар'єри гравця. Граючи у складі «Атлетіко» також здебільшого виходив на поле в основному складі команди.
Протягом сезону 2009/10 років захищав кольори турецького «Галатасарая».
З 2010 року чотири сезони захищав кольори клубу «Реал Сарагоса», в тому числі останній свій сезон він провів в Сегунді. Всього за цей час він встиг відіграти за клуб з Сарагоси 67 матчів у національному чемпіонаті.
В середині 2014 року повернувся на батьківщину і перейшов у «Сан-Лоренсо», що боровся за Кубок Лібертадорес. Основним воротарем команди був Себастьян Торріко, тому до кінця року Франко зіграв за святих лише в одному матчі — в 1/8 фіналу Кубку Аргентини. Сан-Лоренсо вдома з рахунком 1:2 поступився клубу «Дефенса і Хустісія» і припинив боротьбу за трофей. У грудні того ж року Франко був включений в заявку «Сан-Лоренсо» для участі в Клубному чемпіонаті світу, проте на турнірі також був лише дублером, а його команда дійшла до фіналу.
24 липня 2015 року Франко повернувся до Іспанії, підписавши контракт з клубом Сегунди «Уескою». Відтоді встиг відіграти за клуб з Уески 20 матчів в національному чемпіонаті.

## Виступи за збірну
1997 року залучався до складу молодіжної збірної Аргентини, разом з якою став переможцем молодіжного чемпіонату світу 1007 року в Малайзії. Всього на молодіжному рівні зіграв у 6 офіційних матчах.
18 серпня 2004 року дебютував в офіційних іграх у складі національної збірної Аргентини в товариському матчі проти збірної Японії.
У складі збірної був учасником розіграшу Кубка Конфедерацій 2005 року у Німеччині, де разом з командою здобув «срібло» та чемпіонату світу 2006 року у Німеччині. На «мундіалі» Франко був дублером Роберто Аббондансьєрі, але в чвертьфінальному матчі проти збірної Німеччини той отримав травму і на 71 хвилині на заміну змушений був вийти Лео Франко, дебютуючи на чемпіонатах світу. За 9 хвилин Мірослав Клозе забив гол Франко, зрівнявши рахунок у матчі (1:1), а в серії пенальті Лео не відбив жодного удару, завдяки чому німці пройшли далі (2:4).
Всього за три роки провів у формі головної команди країни 4 матчі.

## Статистика виступів

### Статистика клубних виступів
| Сезон   | Команда                      | Країна    | Ігор | Голів |
| ------- | ---------------------------- | --------- | ---- | ----- |
| 1995–96 | «Індепендьєнте» (Авельянеда) | Прімера   | 1    | -?    |
| 1996–97 | «Індепендьєнте» (Авельянеда) | Прімера   | 1    | -?    |
| 1997–98 | «Мерида»                     | Ла Ліга   | 0    | 0     |
| 1998–99 | «Мальорка Б»                 | Сегунда   | 23   | -34   |
| 1999–00 | «Мальорка»                   | Ла Ліга   | 30   | -36   |
| 2000–01 | «Мальорка»                   | Ла Ліга   | 27   | -27   |
| 2001–02 | «Мальорка»                   | Ла Ліга   | 22   | -30   |
| 2002–03 | «Мальорка»                   | Ла Ліга   | 36   | -54   |
| 2003–04 | «Мальорка»                   | Ла Ліга   | 33   | -57   |
| 2004–05 | «Атлетіко»                   | Ла Ліга   | 37   | -32   |
| 2005–06 | «Атлетіко»                   | Ла Ліга   | 34   | -31   |
| 2006–07 | «Атлетіко»                   | Ла Ліга   | 32   | -28   |
| 2007–08 | «Атлетіко»                   | Ла Ліга   | 18   | -19   |
| 2008–09 | «Атлетіко»                   | Ла Ліга   | 32   | -48   |
| 2009–10 | «Галатасарай»                | Суперліга | 26   | -28   |
| 2010–11 | «Реал Сарагоса»              | Ла Ліга   | 23   | -32   |
| 2011–12 | «Реал Сарагоса»              | Ла Ліга   | 0    | -0    |
| 2012–13 | «Реал Сарагоса»              | Ла Ліга   | 4    | -9    |
| 2013–14 | «Реал Сарагоса»              | Сегунда   | 40   | -51   |
| 2014–15 | «Сан-Лоренсо»                | Прімера   | 3    | -1    |
| 2015–16 | «Уеска»                      | Сегунда   | 20   | -?    |

### Збірна
| Збірна Аргентини | Збірна Аргентини | Збірна Аргентини |
| Роки             | Ігри             | Голи             |
| ---------------- | ---------------- | ---------------- |
| 2004             | 1                | -?               |
| 2005             | 2                | -?               |
| 2006             | 1                | -1               |
| Всього           | 4                | -?               |

## Досягнення
- Володар кубка Іспанії:

«Мальорка»: 2002-03
Збірні
- Чемпіон світу (U-20): 1997
- Чемпіон Південної Америки (U-20): 1997